# Räucherkerze

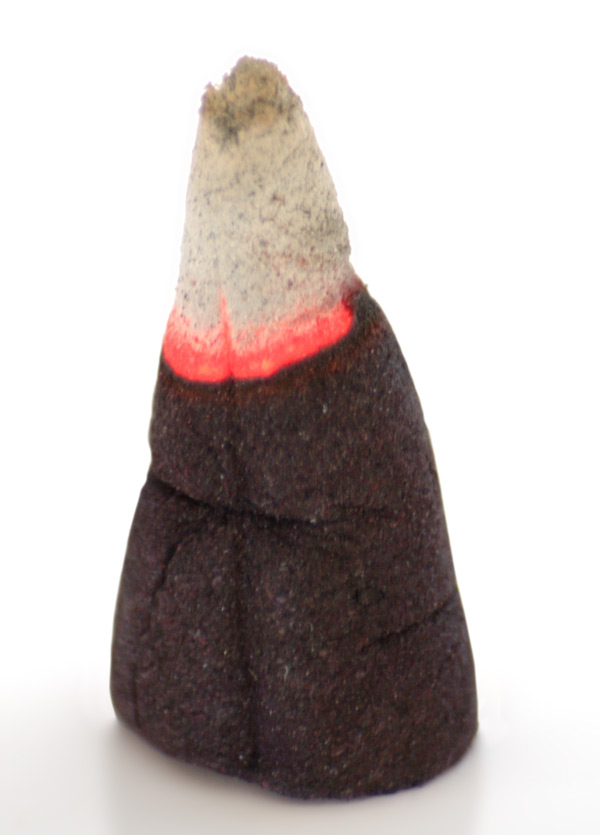
Glimmendes Räucherkerzchen

Räucherkerzen, auch Räucherkerzchen oder Räucherkegel genannt, sind kegelförmige Räucherwerke die vor allem zur Advents- und Weihnachtszeit abgebrannt werden, um im häuslichen Umfeld verschiedene Düfte zu verbreiten.

## Geschichte
Das Verwenden von unterschiedlichem Räucherwerk ist in vielen Religionen verbreitet. Die Entstehung der Räucherkerzen geht dabei auf die Verwendung von Weihrauch in der katholischen Liturgie zurück.
Schon um 1750 ist die Herstellung der Kerzchen in Crottendorf im Erzgebirge überliefert. Aber erst mit dem Aufkommen des modernen Weihnachtsbrauchtums Mitte des 19. Jahrhunderts und der ersten Räuchermännchen fand eine Verbreitung über das Erzgebirge hinaus statt. Die Herstellung der Kerzen ist bis heute eng mit dem Erzgebirge verbunden geblieben.

## Bestandteile und Produktionsablauf

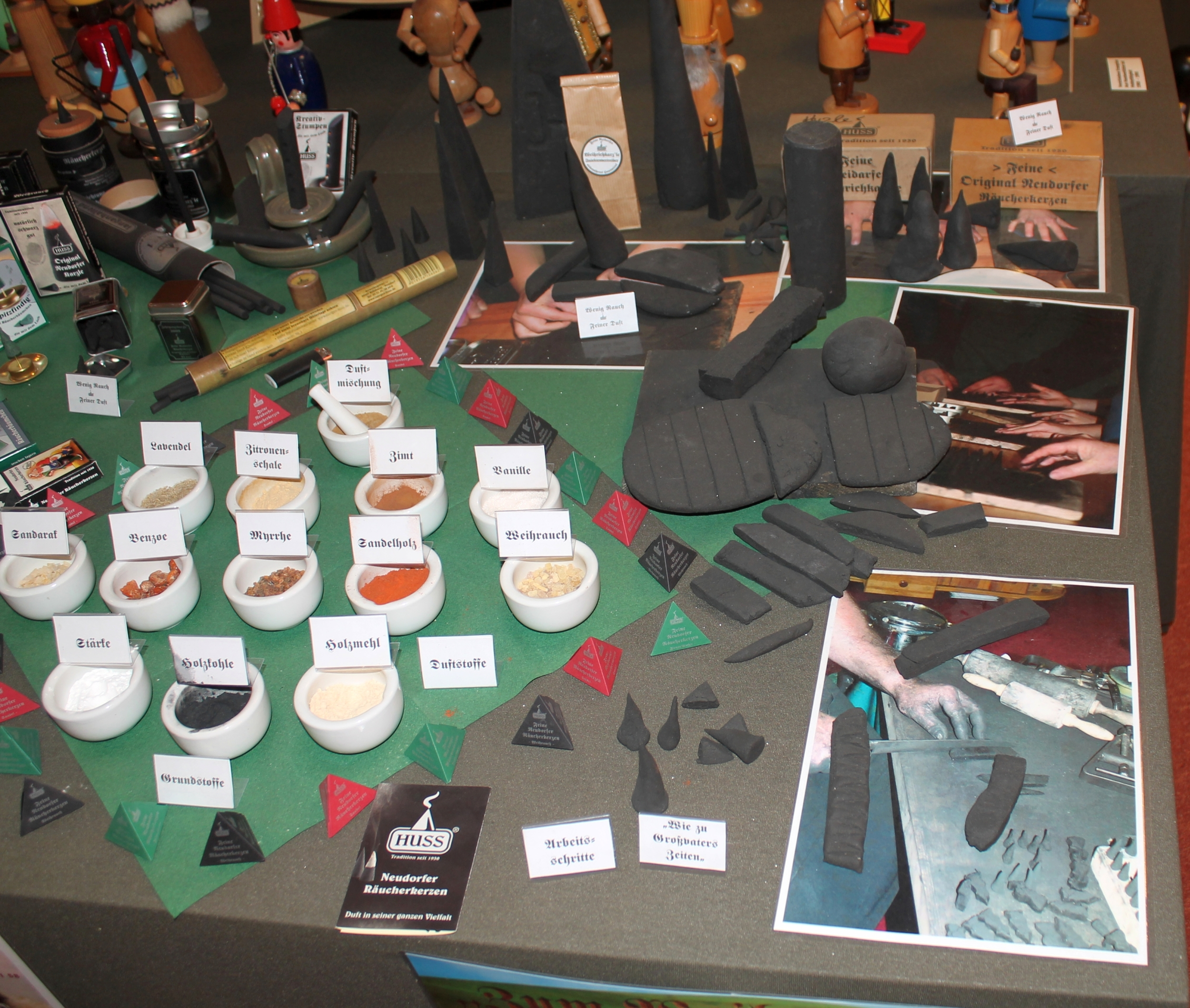
Zutaten und Arbeitsschritte der Herstellung im Räuchermann-Museum in Cranzahl

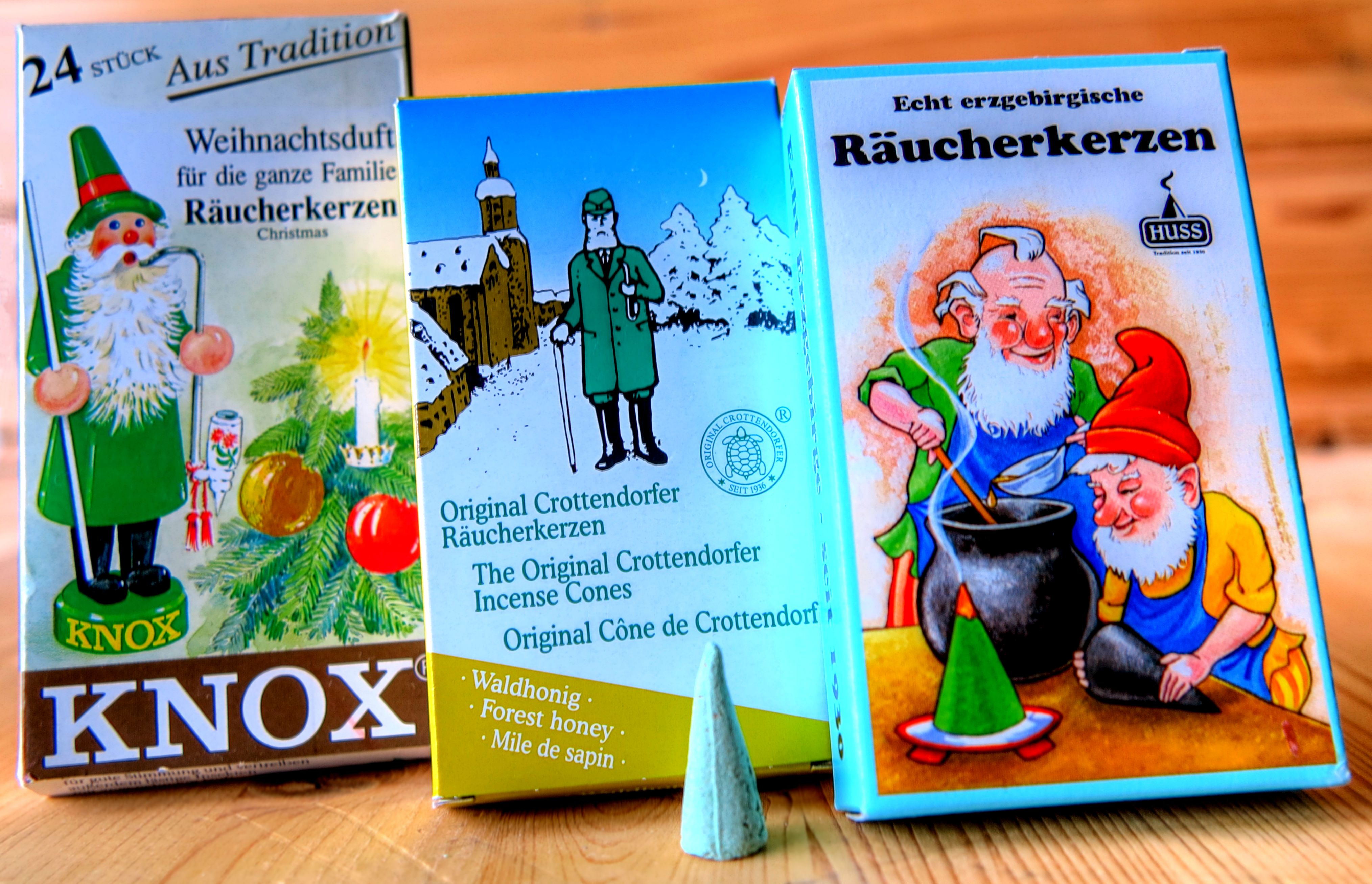
Räucherkerzen verschiedener Hersteller: KNOX, Crottendorfer und Huss

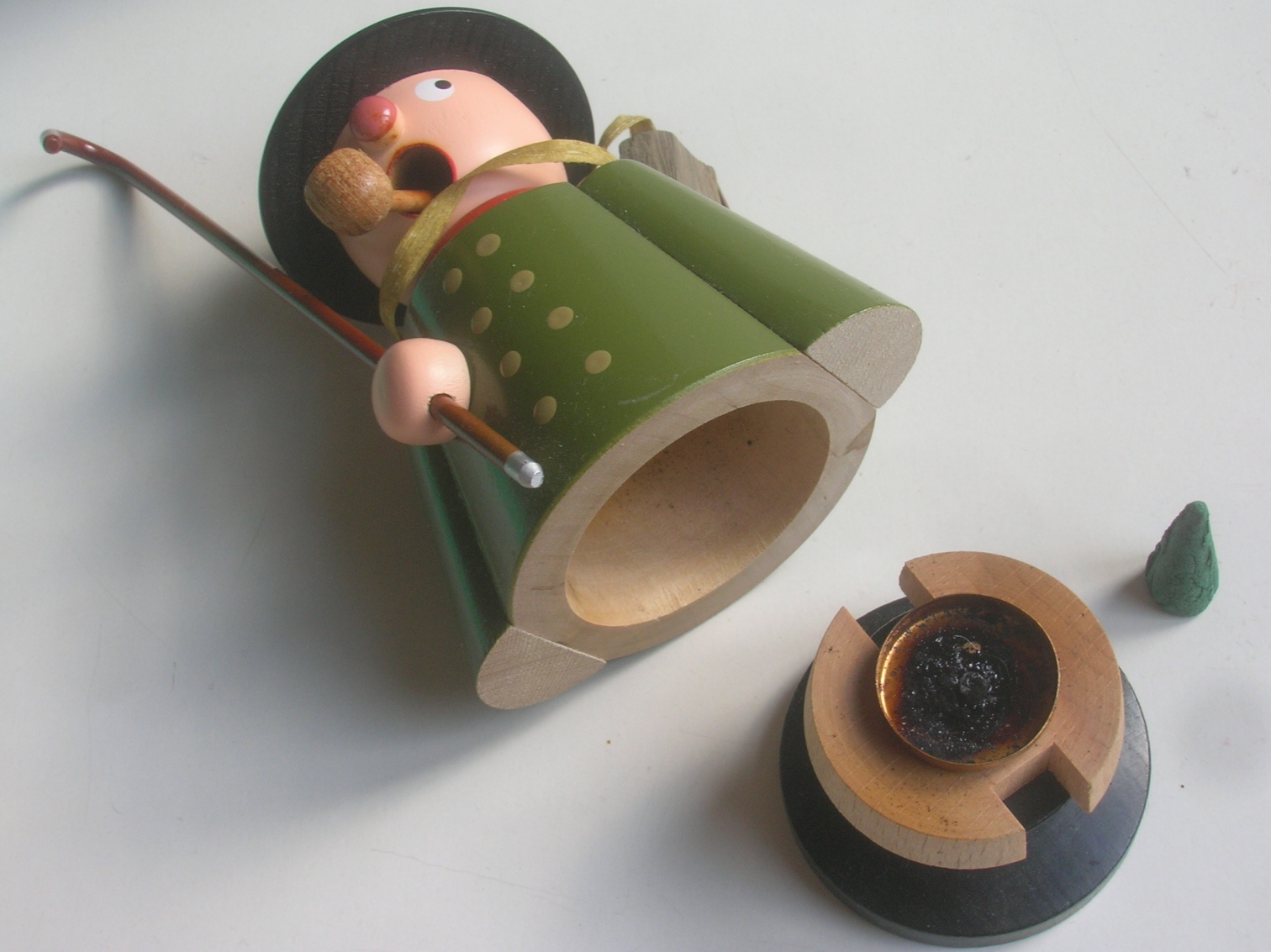
Räuchermännchen, in das die Kerzchen zum Abbrennen hineingestellt werden

Das Harz des Weihrauchbaums, Holzkohle, Kartoffelmehl, Sandelholz und Rotbuchenmehl sind die Bestandteile, aus denen die kleinen Kegel geformt werden. Dabei werden die Substanzen gemahlen, zu einem feuchten Teig zusammengerührt und in Formen gegeben. Nach einem Trocknungsprozess kommen die Räucherkerzen zum Versand.
Die Produktion erfolgt hauptsächlich an drei sächsischen Standorten:
- Crottendorf unter „Original Crottendorfer Räucherkerzen“ von der Crottendorfer Räucherkerzen GmbH
- Mohorn-Grund unter der Marke „KNOX“ von der Apotheker Hermann Zwetz Räuchermittelherstellung GmbH (Vorgängerfirmen im thüringischen Schleiz)
- Neudorf unter „Neudorfer Räucherkerzen“ von der Huss Räucherkerzenherstellung

Weitere erzgebirgische Hersteller sind die Firma Gläser in Bockau, die seit 1997 den Weihrauchduft unter dem Namen „Bockauer Räucherkerzen“ („Aecht Bucker Raacherkerzle“) herstellt, und die Firma Räucherkerzchenmanufaktur OERM in Aue. Außerhalb Sachsens werden Räucherkerzen in der Carl Jaeger Räuchermittelfabrik in Höchst im Odenwald, die ihren Ursprung im erzgebirgischen Crottendorf hat, sowie als „Original Antestaler Räucherkerzen in alter erzgebirgischer Tradition“ in der Manufaktur für natürliche Wohlgerüche von Florian Krüger in Schmidthachenbach produziert.

## Duftstoffe
Neben den traditionellen „Weihnachtsdüften“ wie Weihrauch, Tanne, Honig und Zimt werden auch zu anderen Jahreszeiten passende Blumendüfte angeboten. Außerdem gibt es Düfte, die Insekten vertreiben sollen.